# Hydrotaea affinis
Hydrotaea affinis är en tvåvingeart som beskrevs av Karl 1935. Hydrotaea affinis ingår i släktet Hydrotaea och familjen husflugor. Inga underarter finns listade i Catalogue of Life.